# فالکو (موسیقی‌دان)
فالکو (به انگلیسی: Falco) (۱۹ فوریهٔ ۱۹۵۷ – ۶ فوریهٔ ۱۹۹۸) خواننده و ترانه‌سرای اهل اتریش بود.
فالکو در کودکی یک اعجوبهٔ موسیقی کلاسیک بود و بعداً به موسیقی پاپ گرایش پیدا کرد. «با من برقص آمادئوس» معروف‌ترین اثر و آهنگ امضای فالکو است. این قطعه در سال ۱۹۸۵ و ۱۹۸۶ به جدول پرفروش‌ترین ترانه‌های ۲۷ کشور مختلف وارد شد و باعث شد فالکو به یک خوانندهٔ محبوب بین‌المللی تبدیل شود. «با من برقص آمادئوس» ۳ هفتهٔ متوالی صدرنشین جدول ۱۰۰ آهنگ داغ بیلبورد بود. فالکو تنها خواننده‌ای است که یک ترانهٔ آلمانی‌زبان از او، شمارهٔ ۱ جدول پرفروش‌ترین‌ها در ایالات متحدهٔ آمریکا شده‌است.
فالکو در ۶ فوریه ۱۹۹۸ بر اثر جراحات شدید ناشی از یک تصادف رانندگی در جمهوری دومینیکن درگذشت. جسد او به اتریش بازگردانده شد و در گورستان مرکزی وین به خاک سپرده شد.